# 北海道道814号滝野上野幌自転車道線
北海道道814号滝野上野幌自転車道線（ ほっかいどうどう814ごう たきのかみのっぽろじてんしゃどうせん）は、北海道札幌市南区から同市厚別区に至る一般道道である。自転車歩行者専用道路で、札幌市域は札幌市管理路線。一部未開通区間あり。

## 概要

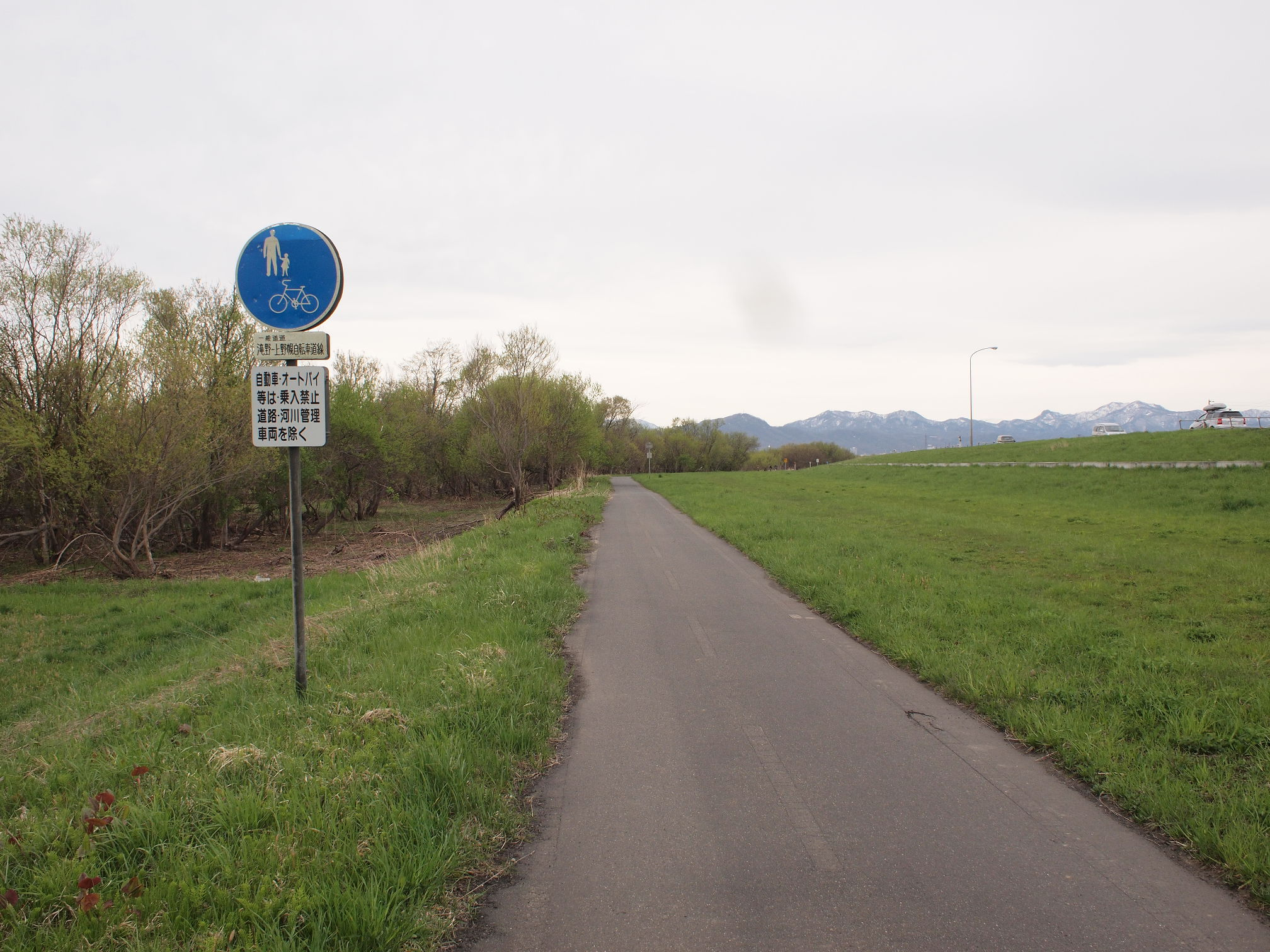
滝野上野幌自転車道線（豊平川左岸区間）

南区滝野の滝野すずらん丘陵公園から始まり、北海道道341号真駒内御料札幌線、国道453号と並走した後藻岩上の橋で豊平川を一度渡る。市内中心部を豊平川左岸沿いに通って雁来大橋（かりきおおはし）にて豊平川をもう一度渡り、今度は江別市方面に向かって走る。江別市内は一部未開通。大麻高校南側から国道12号まで東側に向かい、国道12号と並走して南へ向かい、小野津幌川から東へ向かってもみじ台通・厚別青葉通沿いに青葉町まで走り、白石サイクリングロード近くで終点となる。

### 路線データ
- 起点：北海道札幌市南区滝野
- 終点：北海道札幌市厚別区青葉町
- 総延長：37.6km

## 歴史
- 1973年（昭和48年）10月19日 滝野東雁来自転車道線として路線認定[1]。
- 1976年（昭和51年）3月31日 終点を東区東雁来から白石区厚別町上野幌（当時）へ延長、路線名を滝野上野幌自転車道線に変更[2]。

## 地理
- 南区常盤で札幌支笏湖自転車道路と分岐する。
- 雁来大橋では豊平川沿いの道から一度下りて国道275号に出る必要がある。雁来大橋より北では豊平川・石狩川沿いの道は真駒内茨戸東雁来自転車道に変わり、福移小・中学校近くまで伸びている。

### 通過する自治体
- 石狩振興局
  - 札幌市（南区 - 中央区 - 東区 - 白石区 - 厚別区） - 江別市（一部未開通） - 札幌市（厚別区）

## 外部サイト
- サイクリングマップ(札幌市役所)